# Blechnum palmiforme
Espèce
Blechnum palmiforme est une espèce de fougères arborescentes de la famille des Blechnaceae. Elle est originaire de l'archipel Tristan da Cunha.
Elle peut atteindre 2 mètres dans des endroits abrités.